# Свети Илия (Планиница)
Вижте пояснителната страница за други значения на Свети Илия.
„Свети Илия“ (на гръцки: Προφήτη Hλία) е българска възрожденска православна църква в кукушкото село Планиница (Фиска), Гърция, част от Поленинската и Кукушка епархия.
Църквата е изградена в 1854 година и е типичната за епохата базилика. В храма има икони на кулакийския зограф Ставракис Маргаритис.
Поради архитектурата си и изписания и декориран интериор на 20 септември 1991 година храмът е обявен за защитен паметник.